# Santa Teresa (Rio de Janeiro)
Santa Teresa é um bairro da Zona Sul do município do Rio de Janeiro, no estado do Rio de Janeiro, no Brasil. Possui uma exclusiva localização, no alto de uma serra entre as zonas Sul e Central da cidade, que promove uma privilegiada vista para essas áreas. Assim como os bairros vizinhos Glória e Catete, é conhecido pelas construções históricas do século XIX, além de elegantes casarões construídos até os anos 1940. Mas o principal diferencial do bairro é que foi o único da cidade que manteve o bonde como meio de transporte até os dias de hoje. Além da Glória e Catete, também faz limite com os bairros de Laranjeiras, Cosme Velho, Botafogo e Humaitá na Zona Sul (sendo que esses dois últimos apenas por montanhas florestais, sem acesso); Alto da Boa Vista, na Zona Norte; e Centro, Lapa, Rio Comprido, Catumbi e Cidade Nova, na Zona Central. Seu índice de desenvolvimento humano, no ano 2000, era de 0,878, o 34º melhor do município do Rio de Janeiro.

## História
O bairro de Santa Teresa surgiu a partir do convento de mesmo nome, no século XVIII. Foi, inicialmente, habitado pela classe alta da época, numa das primeiras expansões da cidade para fora do núcleo inicial de povoamento português, no Centro da cidade. Surgiram, então, vários casarões e mansões inspirados na arquitetura francesa da época, muitos dos quais estão em pé até hoje. O bairro de Santa Teresa recebeu, ao longo de toda sua existência, muitos imigrantes europeus.
Por volta de 1850, a região foi intensivamente ocupada pela população que fugia da epidemia de febre amarela na cidade. Por ficar num local mais elevado, a região era menos atingida pela epidemia do que os bairros que a circundavam.
Em 1872, surgiria o bonde que se tornou o símbolo do bairro, subindo as Ruas Joaquim Murtinho e Almirante Alexandrino. Inicialmente, o bonde era tracionado por muares. Depois, foi dotado de motores e rede elétrica. Conforme as fotos antigas demonstram, suas cores variavam entre o verde, o prata e o azul, mas passou a ser pintado de amarelo após reclamações de moradores que diziam que o bonde "sumia" em meio à vegetação do bairro.[carece de fontes?] O bonde vai do bairro ao Centro da cidade em travessia sobre os Aqueduto da Carioca desde 1896, quando fez sua primeira viagem.
O bairro possui uma das mais antigas associações de moradores do Rio de Janeiro. A Associação de Moradores e Amigos de Santa Teresa foi proposta pela primeira vez em manifestação pública e através de abaixo-assinado, na Praça Odilo Costa Neto, na então famosa Festa Junina de Santa Teresa, em junho de 1978. Seu registro de fundação é de 10 de julho de 1980.
A partir de manifestações organizadas, os moradores conseguiram a preservação do sistema de bondes histórico, através do tombamento e de cobranças constantes do poder público pela liberação de verbas para os bondinhos. Porém, com o trágico acidente ocorrido com o bonde em 27 de agosto de 2011 que matou cinco pessoas, o governo estadual, responsável pela operação do bonde, resolveu paralisar temporariamente a sua circulação até que fossem feitas obras de modernização do sistema.

### Revitalização
Com o tempo, Santa Teresa perdeu seu status de bairro nobre assim como os bairros históricos da Zona Sul do Rio de Janeiro, mas tornou-se, ao longo dos anos, um bairro de interesse cultural e turístico devido à facilidade logística e à localização privilegiada do bairro. Desde 2009, começou um projeto de revitalização do bairro. Foram muradas as favelas do bairro para que não crescessem mais. Desde então, essa população passou a pagar regularmente imposto sobre a propriedade predial e territorial urbana, água, energia e gás, o que tem diminuído o número de pessoas de baixa renda e colaborado para uma manutenção do valor do metro quadrado do bairro, que, em 2012, foi apontado como 26º mais caro da cidade, custando em média 5 685 reais. Os bondes foram retirados de circulação em agosto de 2011 após o acidente na Rua Joaquim Murtinho e voltaram a circular com uma frota mais moderna em dezembro de 2015.

## Modo de vida

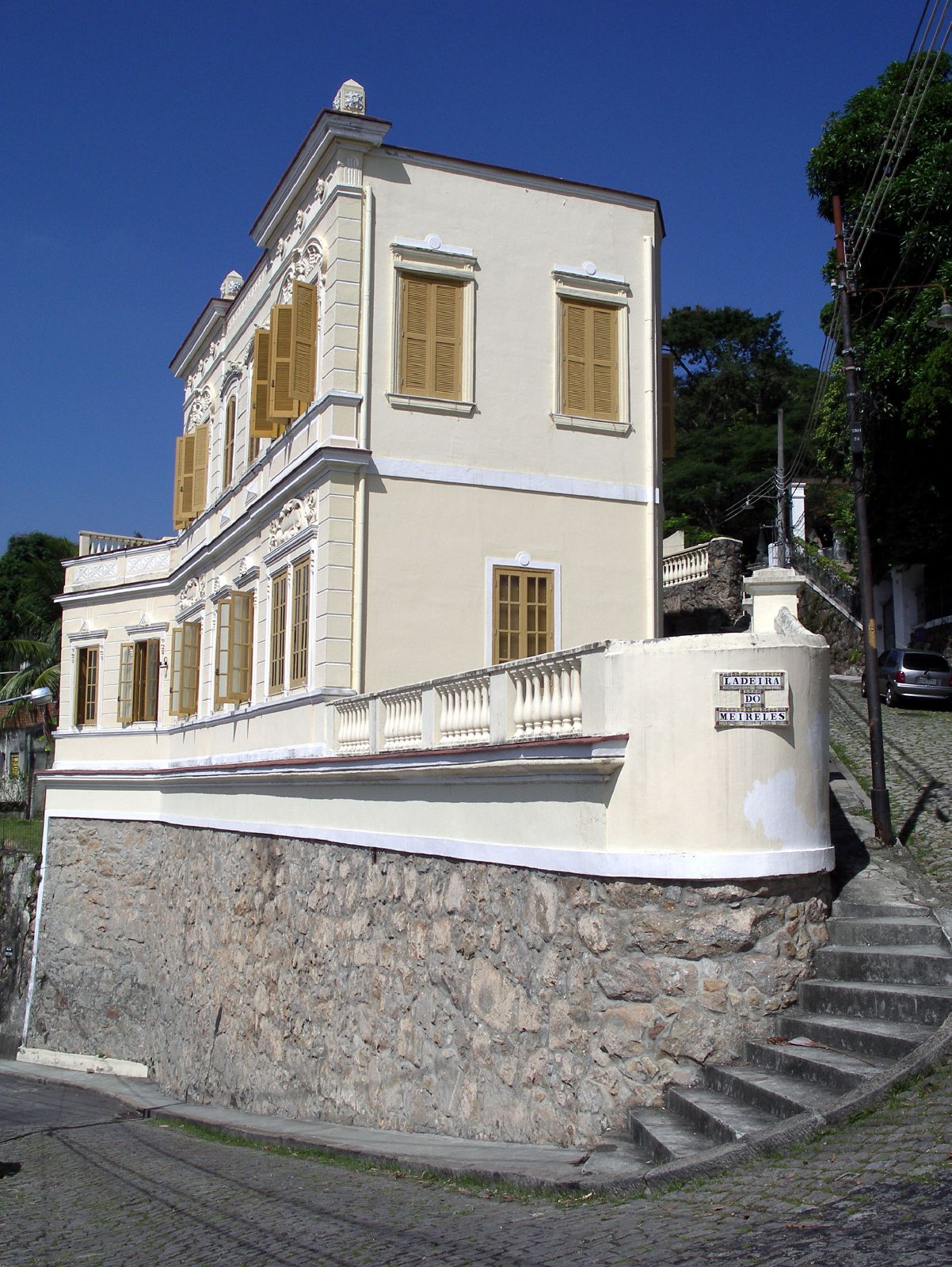
Ladeira do Meireles

Tradicionalmente, vivem, em Santa Teresa, predominantemente bairro de classe média e classe média alta, muitos intelectuais, acadêmicos, artistas, militares e políticos, atraídos pelas características históricas, culturais e pela qualidade de vida que este  proporciona. Há uma grande quantidade de políticos e movimentos populares ou mobilizações coletivas. Há também um grande número de organizações não governamentais instaladas no bairro, que prestam serviços e dão apoio às comunidades localizadas no entorno do mesmo.
Também há, no bairro, um polo gastronômico, principalmente ao redor do Largo dos Guimarães, área boêmia do bairro. Santa Teresa vem se firmando como uma das principais atrações turísticas do Rio de Janeiro, o que faz com que muitos a considerem como "O Montmartre carioca", devido ao grande número de artistas que possuem ateliê e residem no local.

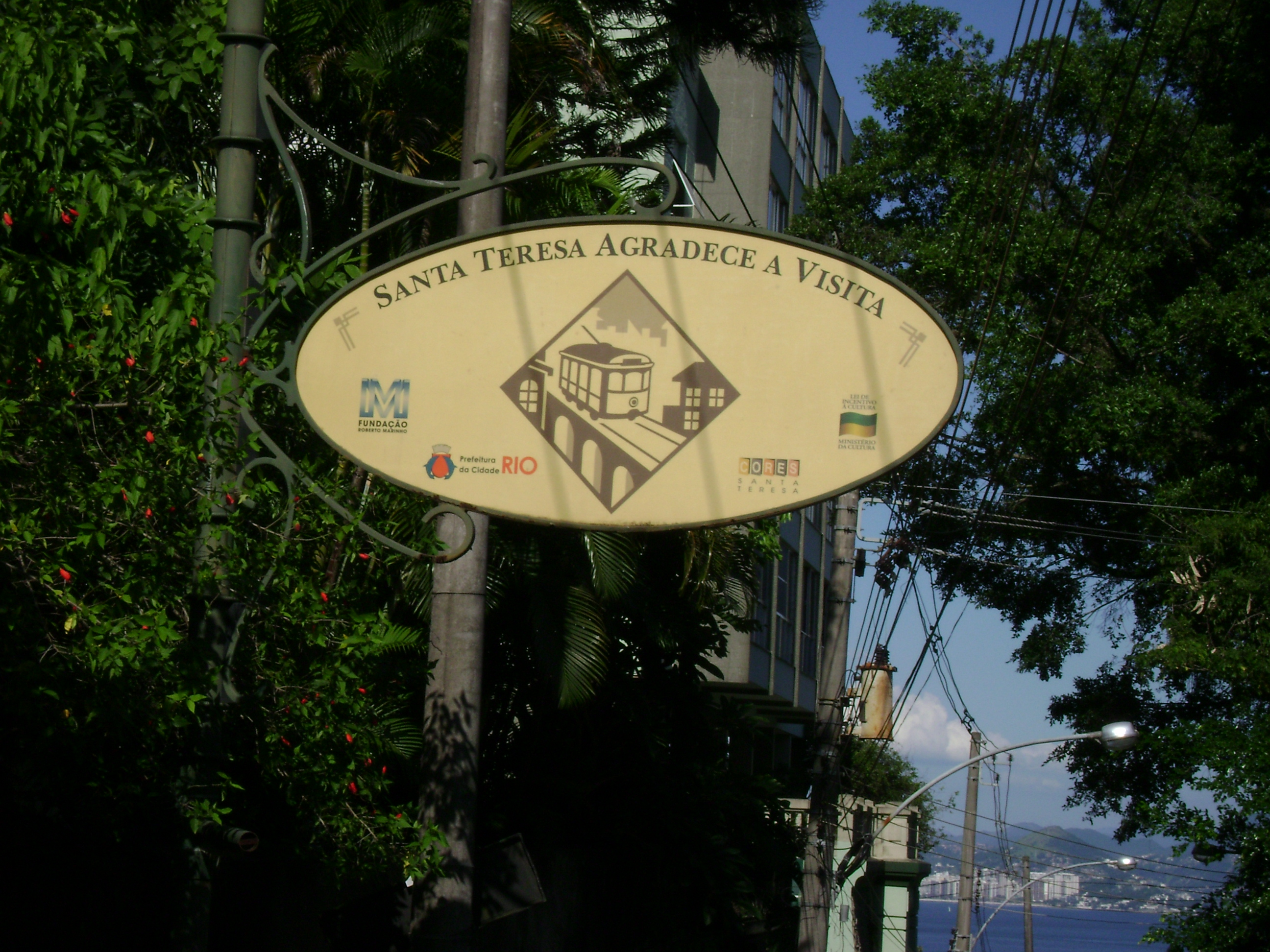
Placa no bairro de Santa Teresa.

O bairro, popularmente chamado pelos cariocas de "Santa", é composto de várias escadarias, ladeiras e vielas tortuosas, que ligam-no aos bairros vizinhos do Centro, Glória, Laranjeiras, Bairro de Fátima, Cosme Velho, Catumbi, Catete e Rio Comprido. Na parte alta, há mirantes e acessos para o Parque Nacional da Tijuca e o Corcovado.
O acesso já foi feito pelo bonde com tração animal e elétrica, por muares alugados, linhas de coletivos (kombis e ônibus). Bondes, automóveis, bicicletas, motocicletas, táxis, veículos turísticos, microônibus e pedestres são as formas de acesso atuais. As linhas de bondes atualmente em operação no bairro são: Largo do França x Carioca, Largo do Curvelo x Dois Irmãos, Dois Irmãos x Carioca e o Ramal Muratori. Há 4 linhas de microônibus que circulam pelo bairro: 006 - Castelo x Silvestre, 007 - Central x Silvestre, 014 - Castelo x Paula Matos, 507 - Largo do Machado x Silvestre. Serviços de transporte alternativo de kombis e mototáxi, nas regiões da Lapa e Glória, são muito utilizados pelos moradores do bairro, onde foi ambientada parte da telenovela Corpo a Corpo, da Rede Globo.

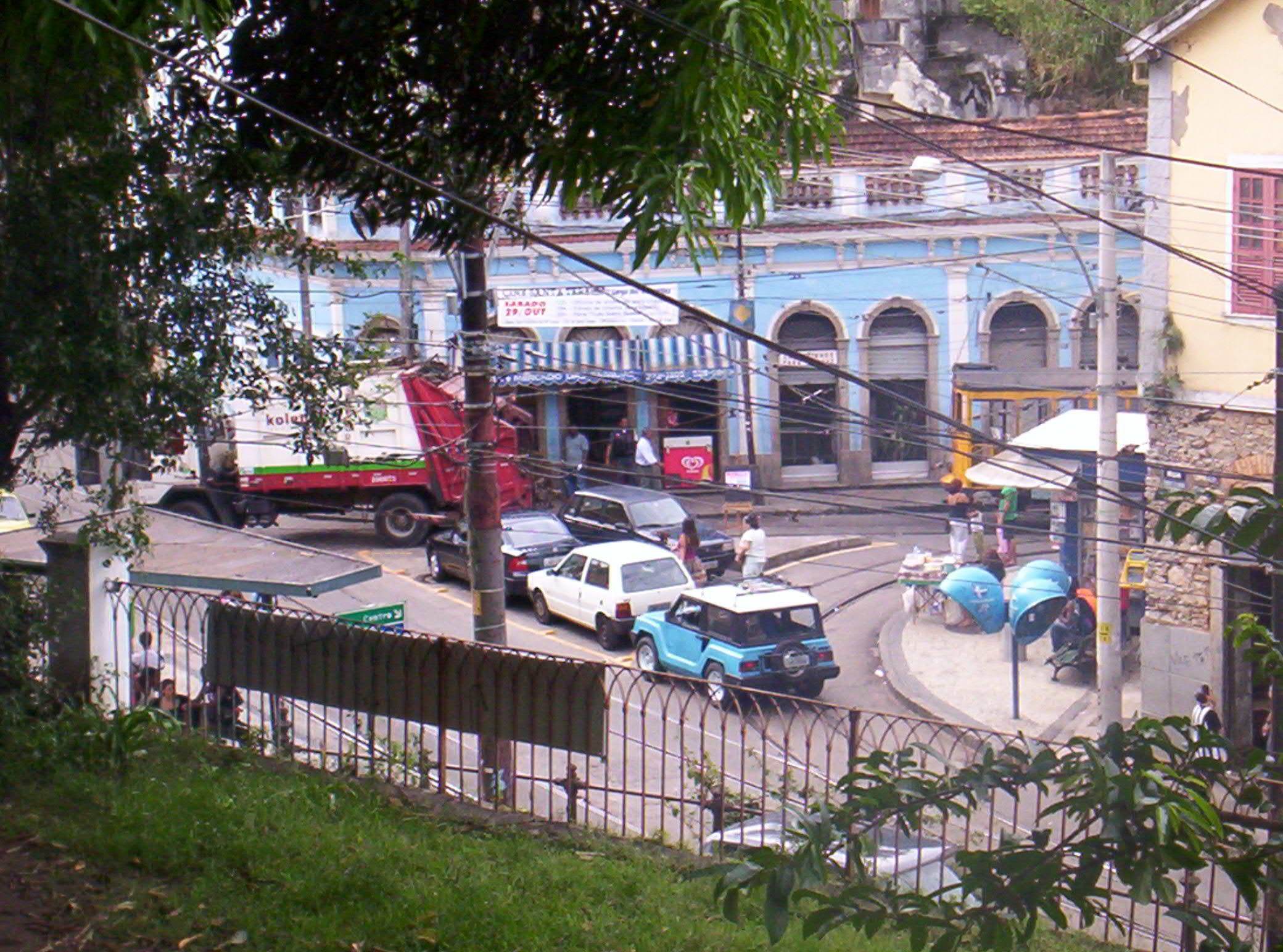
Largo dos Guimarães, em Santa Teresa, em fotografia tirada a partir do Mercado das Pulgas

## Turismo

### Cartões-postais
- Ateliês
- Castelo Valentim
- Convento de Santa Teresa
- Bonde de Santa Teresa
- Escadaria do Convento de Santa Teresa[10]
- Restaurantes e bares
- Igreja de Nossa Senhora das Neves
- Igreja Ortodoxa Russa de Santa Mártir Zenaide[11]
- Igreja Matriz de Santa Teresa de Jesus

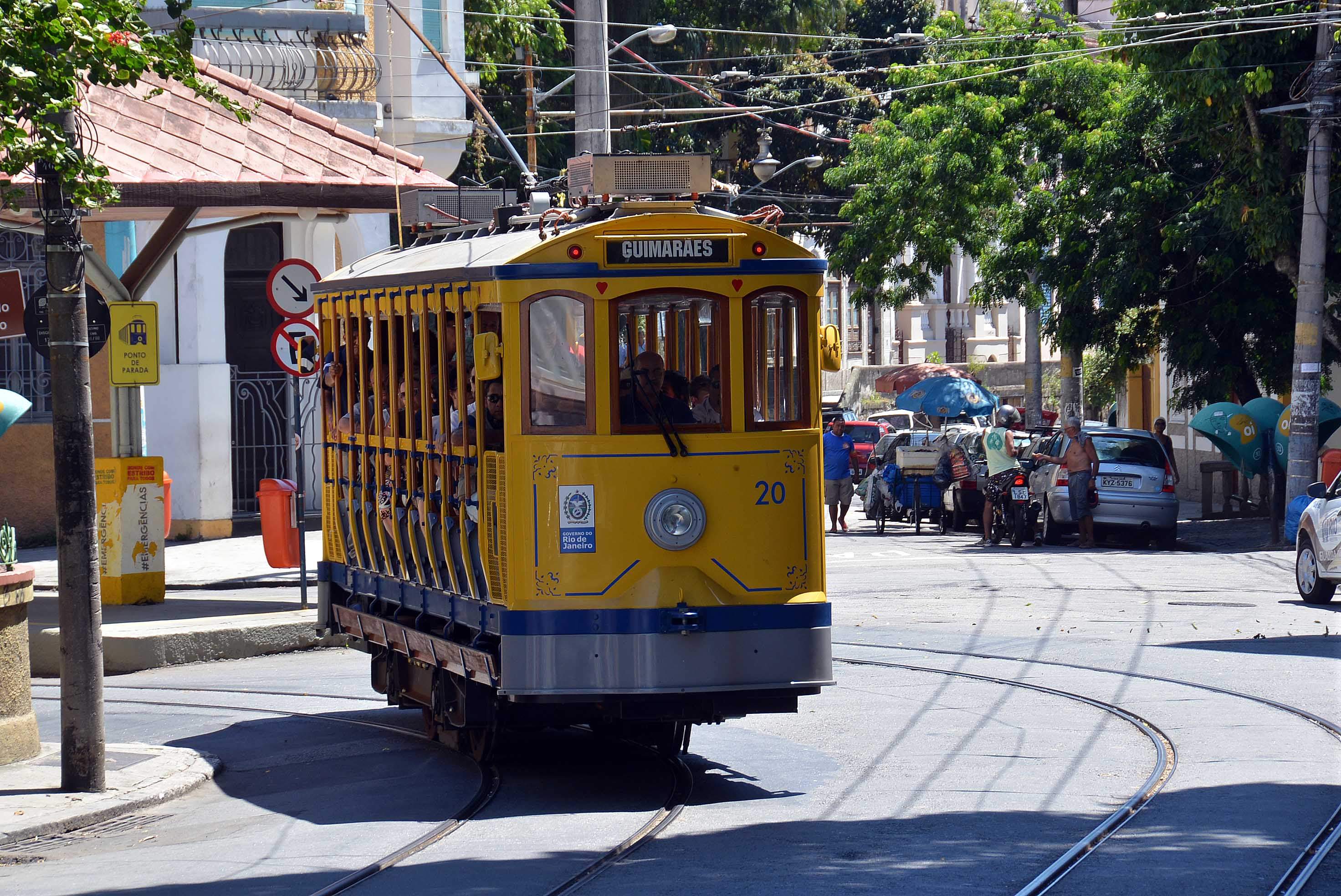
O tradicional bonde de Santa Teresa circulando no Largo do Curvelo em dezembro de 2015 (foto: Henrique Freire/GovRJ)

### Cultura

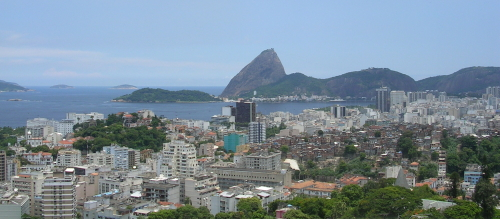
Vista da Zona Sul a partir do Parque das Ruínas

- Museu de Arte Chácara do Céu
- Museu Benjamin Constant[12]
- Museu do Bonde

### Mirantes

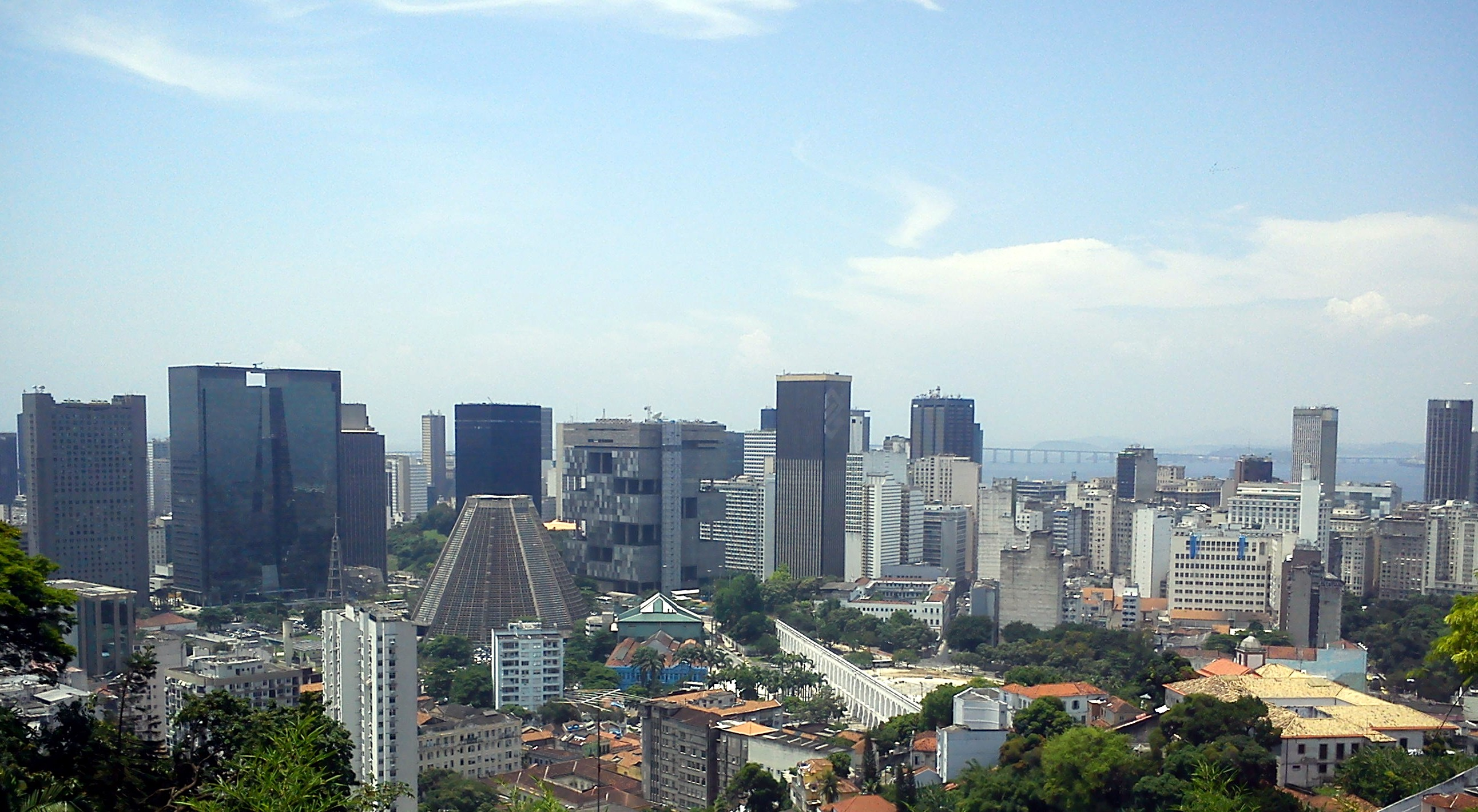
Vista da Zona Central a partir do Museu da Chácara do Céu

- Chácara do Céu
- Parque das Ruínas
- Rato Molhado

## Moradores ilustres
Alguns artistas, intelectuais, militares e políticos que residiram no bairro:
- Alexandrino Faria de Alencar - Político
- Irineu Evangelista - Nobre e empresário
- Benjamin Constant - Estadista e militar
- Benjamin Eurico Cruz - Político
- Bibi Ferreira - Atriz e cantora
- Caio Junqueira - Ator
- Carlos Walter Porto-Gonçalves - Geógrafo
- Carmem Miranda - Atriz e cantora
- Celso Blues Boy - Cantor e guitarrista
- Djanira - Pintora
- Domingos Olímpio - Político e dramaturgo
- Hermenegildo de Barros - Juiz
- Irwing São Paulo - Ator
- Jorge Selarón - Artista plástico
- Laurinda Santos Lobo - Socialite, mecenas e proprietária do Palacete Murtinho Nobre.
- Odilo Costa Filho - Escritor e jornalista
- Paschoal Carlos Magno - Dramaturgo
- Pixinguinha - Músico
- Procópio Ferreira - Dramaturgo
- Raymundo Ottoni de Castro Maya - Empresário e colecionador de arte
- Roberto Moriconi - Escultor italiano
- Roberto Roberti - Compositor
- Taiguara - Músico
- Vivaldo Coaracy - Escritor e jornalista

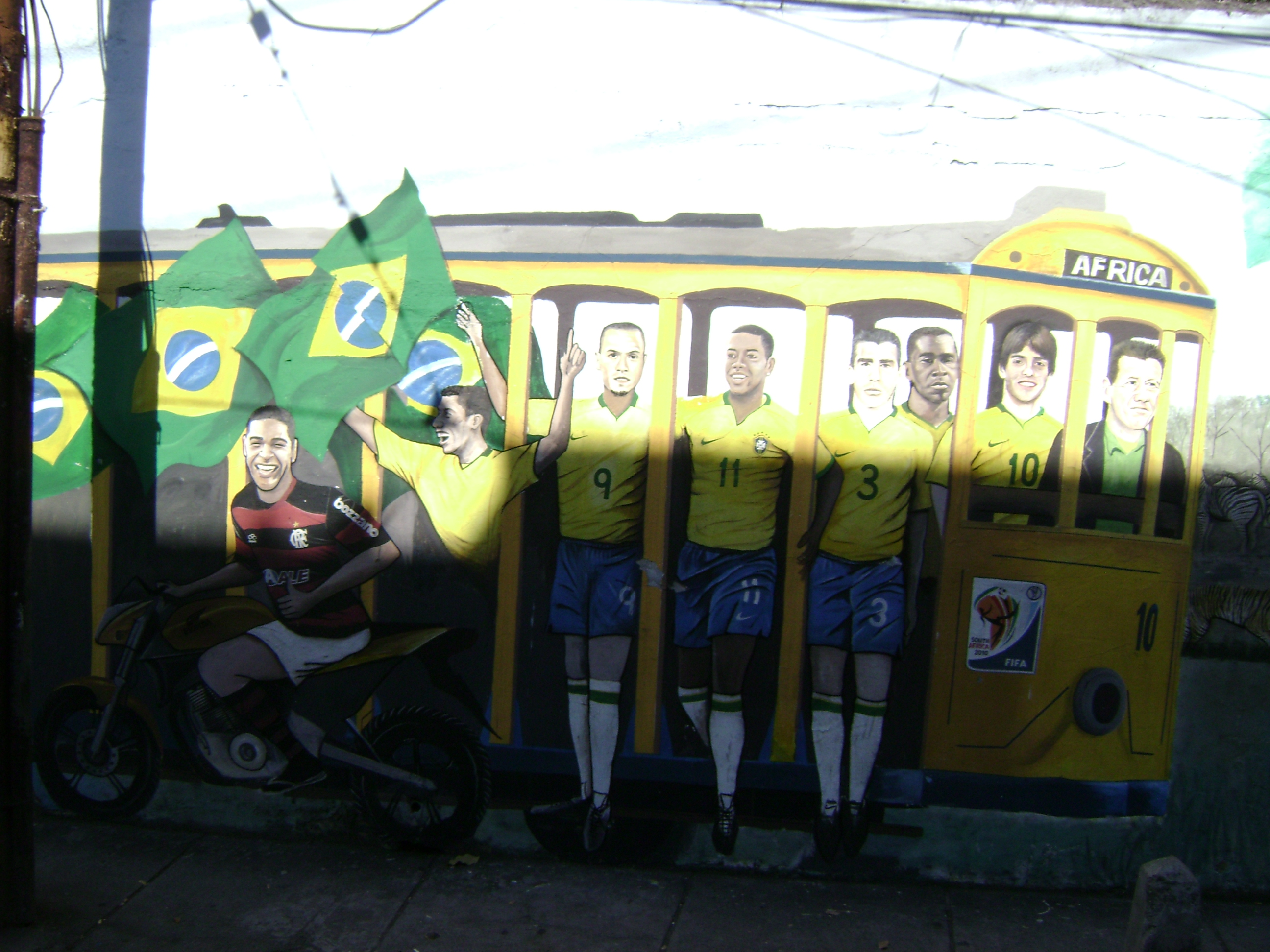
Pintura em muro do bairro retratando o bonde com os jogadores da seleção brasileira de futebol da Copa do Mundo FIFA de 2010

- Vicente Celestino - Cantor
- Dingor - Produtor musical

## Principais vias
| - Escadaria do Convento de Santa Teresa - Escadaria do Fialho - Escadaria Manoel Lebrão - Escadaria Santa Isabel - Ladeira do Castro - Ladeira dos Guararapes - Ladeira do Durão - Rua Aarão Reis - Rua Gonçalves | - Rua Alice - Rua Almirante Alexandrino - Rua André Cavalcanti - Rua Aprazível - Rua Monte Alegre - Rua Cândido Mendes, antiga Rua Dona Luíza. - Rua Francisco Muratóri - Rua Hermenegildo de Barros | - Rua Joaquim Murtinho - Rua Júlio Otoni - Rua do Oriente - Rua Paula Mattos - Rua Prefeito João Felipe - Rua Santa Cristina - Rua Santo Amaro |